# 과도정부
과도정부(Caretaker government) 또는 잠정정부는 정규 정부가 선출되거나 구성될 때까지 한 국가에서 일부 정부 임무와 기능을 수행하는 일시적인 임시 정부이다. 구체적인 관행에 따라 무작위로 선출된 국회의원이나 해임될 때까지 퇴임하는 의원으로 구성된다.
대의민주주의에서 과도정부는 일반적으로 기능이 제한되어 있으며, 새로운 법안을 실제로 통치하고 제안하기보다는 현 상태를 유지하는 역할만 한다. 일시적으로 교체되는 정부와 달리 과도정부는 앞서 언급한 기능을 수행할 합법적인 권한(선거 승인)을 갖고 있지 않다.

## 같이 보기
- 권한대행
- 레임덕
- 임시정부